# جیمز موریسون
جیمز پیج موریسون (به انگلیسی: James Paige Morrison) (زاده ۲۱ آوریل ۱۹۵۴) بازیگر آمریکایی است. او در یکی از شهرهای ایالت یوتا زاده شد، ولی در شهر انکوریج در ایالت آلاسکا بزرگ شد. او با بازی در نقش بیل بیوکانان در سریال ۲۴ به اوج شهرت خود رسید.
او همچنین در فیلم‌های تفنگ آمریکایی و سایه یک شک بازی کرده‌است.